# Río Albaladejo
El río Albaladejo es un río de España, uno de los afluentes por la derecha del río Gritos, confluyendo con él en el pantano de Alarcón, en las proximidades del paraje de Valverde del Júcar conocido como Mezquitas.

## Nacimiento y curso
Nace en las últimas estribaciones de la serranía de Cuenca, al sur de la localidad de La Parra de las Vegas y al norte de la localidad de Albaladejo del Cuende, muy cerca del pueblo, en el paraje llamado "Cruz Alta". Cruza después el término municipal de Albaladejo del Cuende. Por último recoge las aguas de ramblas y arroyos de la vega de Albaladejo del Cuende, se une al río Gritos en la confluencia de este con el río Júcar, ya en el embalse de Alarcón.